# 一日市 (新潟市)
一日市（ひといち）は、新潟県新潟市東区の町字。郵便番号は950-0802。

## 概要
1889年（明治22年）から現在の大字。阿賀野川下流左岸に位置する。
もとは江戸時代から1889年（明治22年）まであった一日市村の区域の一部で、地名の由来は、毎月1日に市が開かれたことによる。
大正時代に耕地整理を実施。純農村であるが、昭和30年代後半から昭和50年代にかけて次第に宅地化が進み、街道沿いに企業の進出がみられる。

### 隣接する町字
北から東回り順に、以下の町字と隣接する。
- 津島屋
- 中興野
- 柳ヶ丘
- 海老ヶ瀬

※阿賀野川を挟んで濁川と隣接。

## 歴史
開発年代は不明。
- 1889年（明治22年）4月1日 : 合併により日本岡村の大字となる。
- 1901年（明治34年）11月1日 : 合併により大形村の大字となる。
- 1943年（昭和18年）6月1日 : 合併により新潟市の大字となる。
- 2007年（平成19年）4月1日 : 新潟市の政令指定都市移行により、東区の大字となる。

## 世帯数と人口
2018年（平成30年）1月31日現在の世帯数と人口は以下の通りである。
| 大字   | 世帯数  | 人口  |
| ------ | ------- | ----- |
| 一日市 | 196世帯 | 493人 |

## 小・中学校の学区
市立小・中学校に通う場合、学区は以下の通りとなる。
| 番地 | 小学校             | 中学校             |
| ---- | ------------------ | ------------------ |
| 全域 | 新潟市立大形小学校 | 新潟市立大形中学校 |

## 交通

### 道路
- 新新バイパス
  - 一日市IC
- 新潟県道3号新潟新発田村上線
- 新潟県道17号新潟村松三川線